# Orbital antiligante

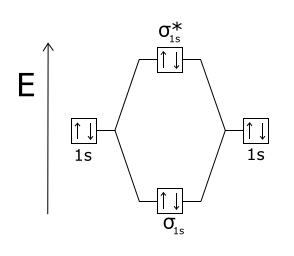
Combinação dos orbitais atómicos 1s na molécula diatómica homonuclear He_{2}. Na parte superior estão as combinações anti-simétricas, que constituem o orbital antiligante, em baixo a simétrica, menos energética, que constitui o orbital ligante.

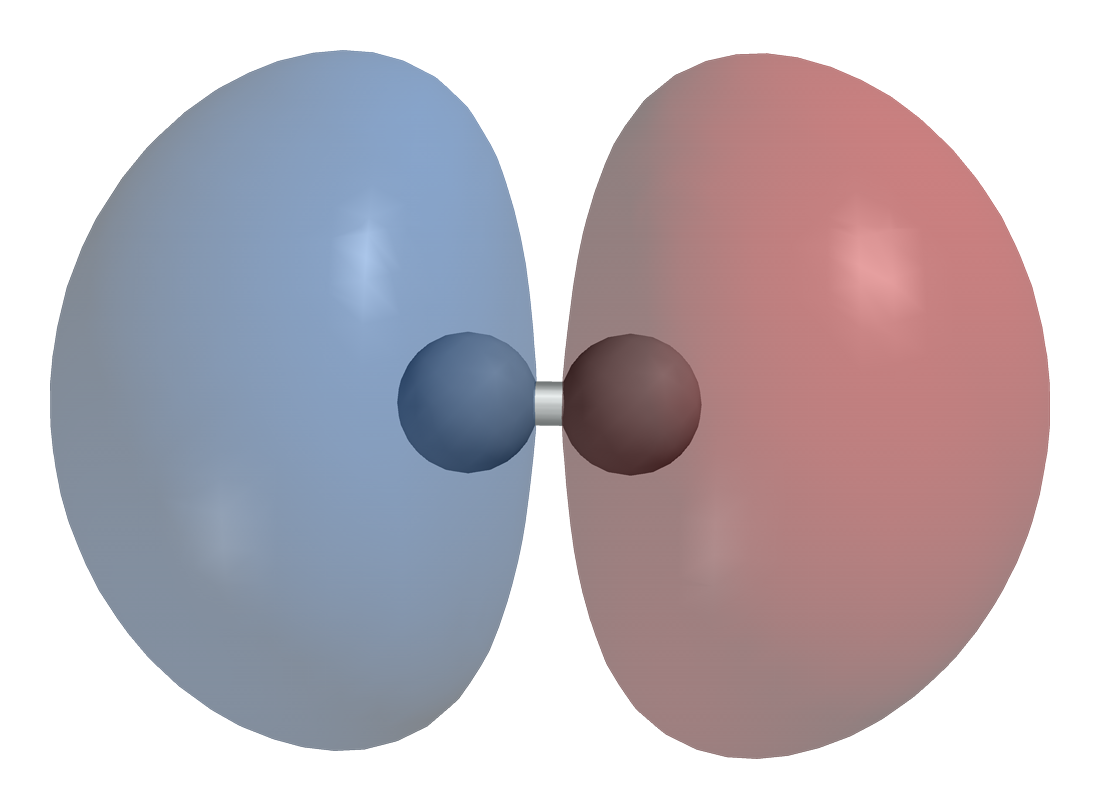
Orbital molecular antiligante H_{2} 1sσ*

Em química, a antiligante é um tipo de ligação química dada pela sobreposição de dois orbitais moleculares semi-preenchidos.
Um orbital de ligação molecular torna-se um orbital antiligante quando a densidade de electrões entre os dois núcleos é menor do que aquela que seria se os dois núcleos fossem separados. Os orbitais antiligantes são rotulados com o asterisco (*) nos diagramas dos orbitais moleculares; estes derivam da sobreposição fora da fase de funções de onda e são caracterizados por uma maior energia em relação aos orbitais ligantes. No caso da molécula diatómica de hidrogénio (H2) cada átomo contribui para o orbital com um só elétrão, portanto, apenas o orbital σ é preenchido e a molécula é mais estável dos dois átomos separados que a compõem.
Durante reacções químicas o antiligante mais baixo em energia de uma molécula (LUMO) assume um papel fundamental. Interage com o HOMO de uma outra espécie química, destruindo o ligante anterior e produzindo um novo. A forma do antiligante pode também determinar a trajectória do ataque nucleófilo, como no caso do ângulo de Burgi-Dunitz.